# Scottsboro (Alabama)
Scottsboro ist eine Stadt im Norden des US-Bundesstaates Alabama. Im Jahr 2020 hatte diese City laut US Census Bureau 15.578 Einwohner.

## Geographie
Scottsboros geographische Koordinaten lauten 34° 39′ N, 86° 3′ W (34,651368, −86,042570).
Nach den Angaben des United States Census Bureaus hat Scottsboro eine Fläche von 134,0 km², wovon 122,6 km² auf Land und 11,3 km² (= 8,47 %) auf Gewässer entfallen. Diese Gewässerfläche bilden großteils der Tennessee River und dessen Altwasserarme.
Der Abschnitt des Tennessee River Valley, in dem Scottsboro liegt, ist geologisch verwandt mit dem Sequatchie Valley.

## Geschichte
Vier Bauwerke und Stätten in Scottsboro sind im National Register of Historic Places (NRHP) eingetragen (Stand 26. März 2020), darunter der College Hill Historic District, der Public Square Historic District und das Scottsboro Memphis and Charleston Railroad Depot.

## Demographie

### Census 2000
Zum Zeitpunkt des United States Census 2000 bewohnten Scottsboro 14762 Personen. Die Bevölkerungsdichte betrug 120,4 Personen pro km². Es gab 6848 Wohneinheiten, durchschnittlich 55,8 pro km². Die Bevölkerung Scottsboros bestand zu 91,11 % aus Weißen, 5,34 % Schwarzen oder African American, 1,02 % Native American, 0,54 % Asian, 0,03 % Pacific Islander, 0,56 % gaben an, anderen Rassen anzugehören und 1,42 % nannten zwei oder mehr Rassen. 1,50 % der Bevölkerung erklärten, Hispanos oder Latinos jeglicher Rasse zu sein.
Die Bewohner Scottsboros verteilten sich auf 6224 Haushalte, von denen in 28,7 % Kinder unter 18 Jahren lebten. 52,5 % der Haushalte stellten Verheiratete, 12,0 % hatten einen weiblichen Haushaltsvorstand ohne Ehemann und 32,5 % bildeten keine Familien. 29,6 % der Haushalte bestanden aus Einzelpersonen und in 13,1 % aller Haushalte lebte jemand im Alter von 65 Jahren oder mehr alleine. Die durchschnittliche Haushaltsgröße betrug 2,32 und die durchschnittliche Familiengröße 2,85 Personen.
Die Bevölkerung verteilte sich auf 22,8 % Minderjährige, 7,7 % 18–24-Jährige, 27,8 % 25–44-Jährige, 25,9 % 45–64-Jährige und 15,7 % im Alter von 65 Jahren oder mehr. Der Median des Alters betrug 40 Jahre. Auf jeweils 100 Frauen entfielen 88,6 Männer. Bei den über 18-Jährigen entfielen auf 100 Frauen 84,5 Männer.
Das mittlere Haushaltseinkommen in Scottsboro betrug 32.654 US-Dollar und das mittlere Familieneinkommen erreichte die Höhe von 42.509 US-Dollar. Das Durchschnittseinkommen der Männer betrug 32.318 US-Dollar, gegenüber 21.965 US-Dollar bei den Frauen. Das Pro-Kopf-Einkommen belief sich auf 18.430 US-Dollar. 14,3 % der Bevölkerung und 9,9 % der Familien hatten ein Einkommen unterhalb der Armutsgrenze, davon waren 19,1 % der Minderjährigen und 20,5 % der Altersgruppe 65 Jahre und mehr betroffen.

### Census 2020
Laut dem United-States-Census 2020 lebten in der Stadt 15.578 Menschen, 5.995 Haushalte und 3.865 Familien.
| Rasse                      | Anzahl | Prozent |
| -------------------------- | ------ | ------- |
| Weiss                      | 12,981 | 83,33 % |
| Schwarz / African American | 761    | 4,89 %  |
| Native American            | 100    | 0,64 %  |
| Asiatisch                  | 130    | 0,83 %  |
| Andere / Mehrere           | 822    | 5,28 %  |
| Hispanios / Latinos        | 784    | 5,03 %  |

## Wirtschaft
Unweit nördlich der Stadt steht das Kernkraftwerk Bellefonte, dessen Bau 1988 eingestellt wurde. Die Planungen, das Kernkraftwerk doch noch fertigzustellen, wurden nach längeren Rechtsstreitigkeiten noch nicht umgesetzt.

## Scottsboro Boys
In den 1930er Jahren fand in der Stadt das Gerichtsverfahren gegen die Scottsboro Boys statt.

## Söhne und Töchter der Stadt
- Mary Texas Hurt Garner (1928–1997), Politikerin
- Robert Emmett Jones junior (1912–1997), Politiker